# Feničani
Feničani so bili ljudstvo, živeče na ozemlju današnje Sirije, Palestine in Izraela ter Severne Afrike. Nikoli niso ustanovili enotne države. Ustanovili so mesta ob Sredozemski obali, ki so postala pomembna trgovska središča. Razvili so visoko civilizacijo oz. kulturo. Feničani so bili odlični pomorščaki, kar jim je služilo pri trgovanju z dragimi kamni, škrlatno barvo in živili (večinoma žitom in ribami). Iz njihove kolonije Kartagine v severni Afriki se je kasneje razvil Kartažanski imperij. Izumili so črkovno ali abecedno pisavo. Od njih pa so jo prevzeli še Grki in Rimljani, Hebrejci, Arabci in Indijci. Trgovali so s sužnji. Bili so prvo ljudstvo ki je zaplulo skozi Gibraltarska vrata.